# Jean Baptiste Martin

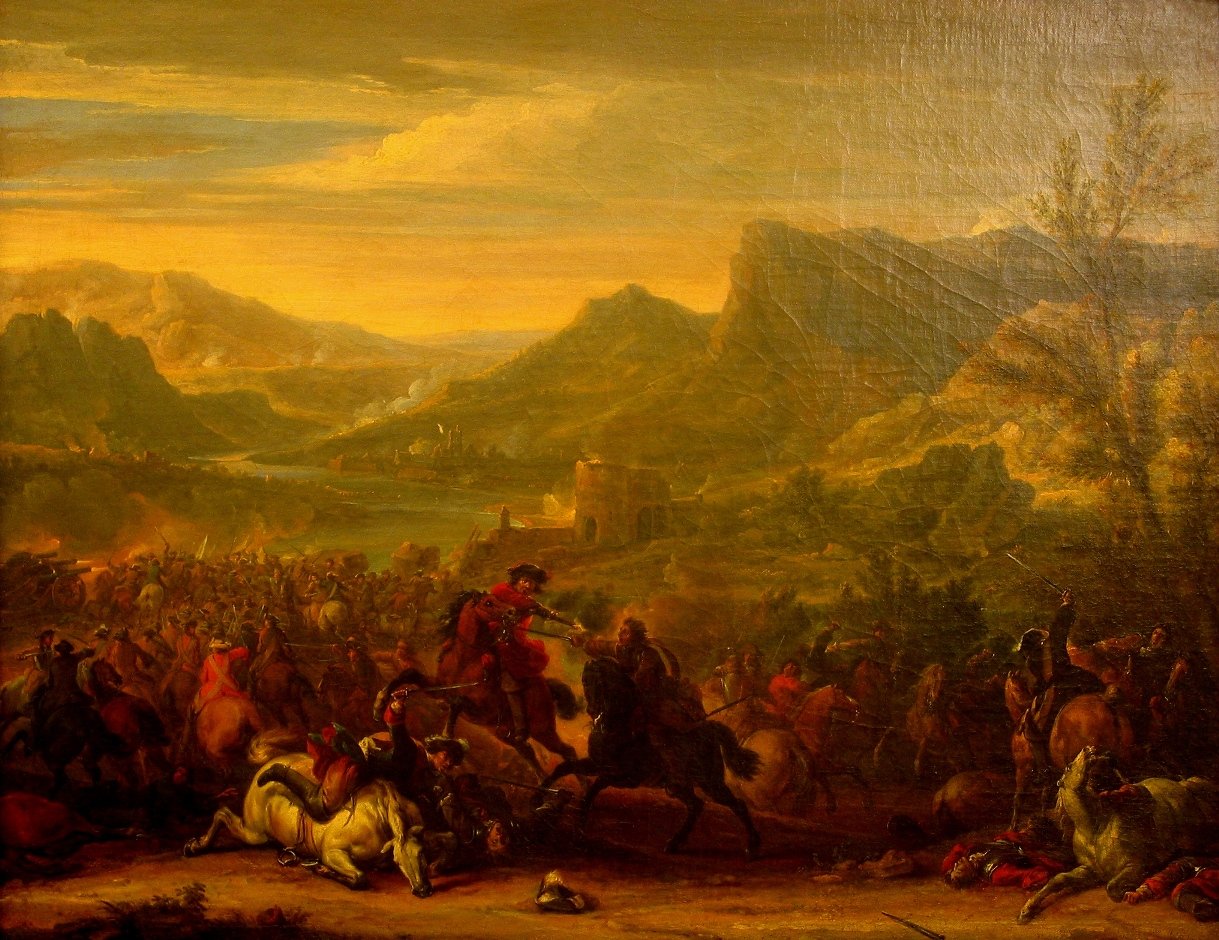
La Battaglia di Calcinato del 1706

Jean Baptiste Martin, detto Martin des Batailles (Parigi, 1659 – Parigi, 8 ottobre 1735), è stato un pittore, decoratore e disegnatore francese specializzato nella preparazione di cartoni per arazzi.

## Biografia

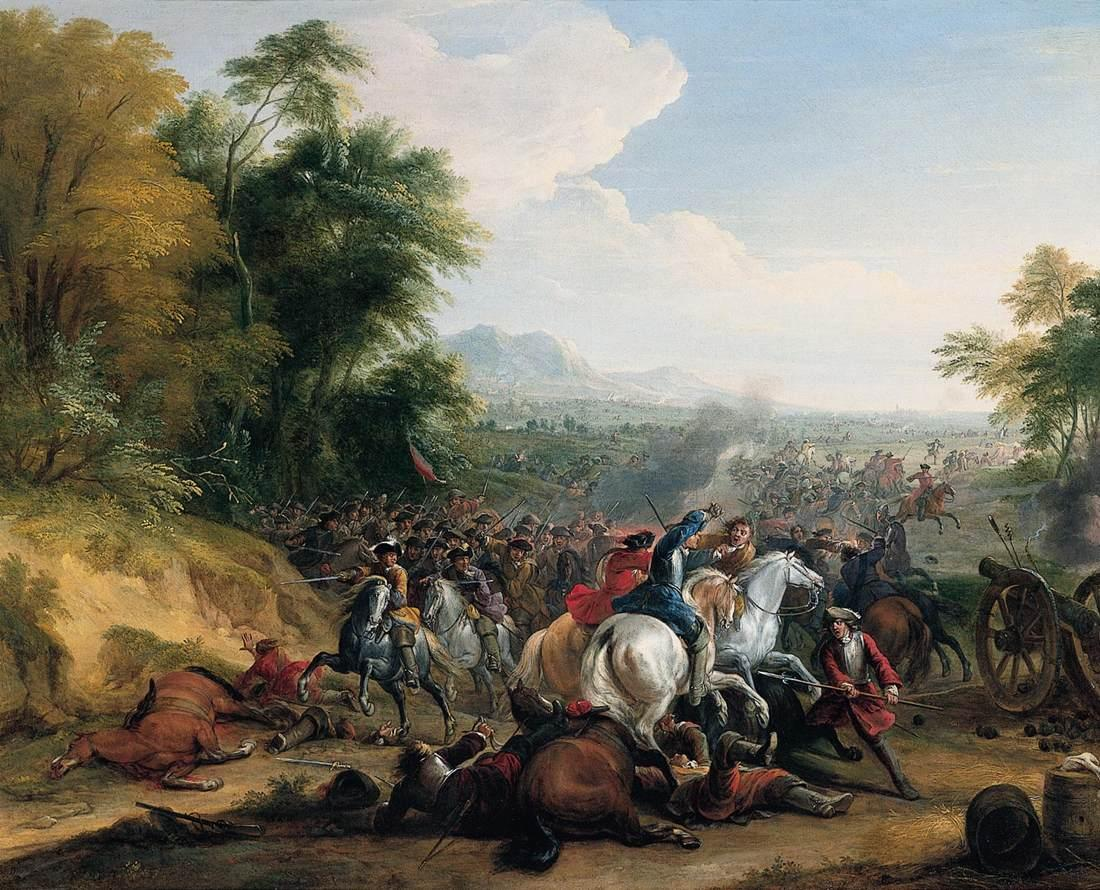
Attacco di cavalleria

Figlio di Pierre, imprenditore edile al servizio dei Bâtiments du Roi, e di Madeleine Boucher e cugino di Pierre Denis Martin, iniziò gli studi pittorici presso Laurent de La Hyre, in seguito lavorò per Vauban e, introdotto da quest'ultimo, divenne apprendista di Adam Frans van der Meulen. In breve tempo divenne il collaboratore più stretto di van der Meulen, assimilandone lo stile tanto da rendere difficile distinguere i contributi dell'uno da quelli dell'altro. Alla morte di questi, avvenuta nel 1690, Martin e Sauveur Lecomte ricevettero l'incarico di terminare la serie di dodici dipinti eseguiti per celebrare le conquiste del re.
Nello stesso anno Martin fu nominato direttore della Manifattura dei Gobelins.
Nel 1695, morto Lecomte, Martin iniziò a collaborare col cugino, o forse nipote, Pierre Denis Martin e nel 1699 furono terminati i dodici dipinti sulle conquiste del re e installati nel Castello di Marly. A questo punto Martin divenne il pittore ufficiale del re per la campagna in Delfinato (1688-1689) e gli assedi di Mons (1691) e Namur (1692) (queste ultime due opere terminate dal figlio Jean Baptiste) ed ebbe il titolo di pittore delle conquiste del re.
Nel frattempo si era sposato con Marie Marthe Nöel (1698), da cui ebbe 8 figli, 4 dei quali in due parti gemellari: Elisabeth e Susanne (28 giugno 1699), Jean Baptiste e Hélèn (23 dicembre 1700), Elisabeth (30 agosto 1702), Marie Françoise (6 luglio 1708) e Jean (16 settembre 1709).
Martin eseguì non solo dipinti su tela, in genere con colori ad olio, ma anche affreschi e cartoni per arazzi.
Affrescò quattro sale dell'Hôtel-des-Invalides con vedute delle fortezze di Olanda, Fiandra e Alsazia. Nel 1710 produsse per Leopoldo di Lorena una serie di cartoni sulla vita del padre Carlo V di Lorena.
Dipinse soprattutto battaglie, ma anche paesaggi, in particolare fluviali, vedute del parco di Versailles, architetture, ritratti, nature morte e soggetti storici.
Operò quasi esclusivamente a Parigi dal 1675 al 1735.

## Alcune Opere
- La Battaglia di Calcinato del 1706, olio su tela, Heeresgeschichtliches Museum, Vienna
- La Battaglia di Cassano d'Adda del 1705, olio su tela, Heeresgeschichtliches Museum, Vienna[6]
- Attacco di cavalleria, olio su tela, 73 × 92 cm, collezione privata
- Veduta delle scuderie dal Castello di Versailles, olio su tela, 260 × 184 cm, 1688-1690, Palazzo di Versailles[7]